# La Chapelle-Bayvel
 La Chapelle-Bayvel  là một xã thuộc tỉnh Eure trong vùng Normandie miền bắc nước Pháp.